# Command and Conquer : Alerte rouge 2 - La Revanche de Yuri
Command and Conquer : Alerte rouge 2 - La Revanche de Yuri est une extension du jeu vidéo de stratégie en temps réel Command and Conquer : Alerte rouge 2, développé par Westwood Studios sur PC et édité par Electronic Arts en octobre 2001.
Il appartient à la série Command and Conquer.

## Synopsis

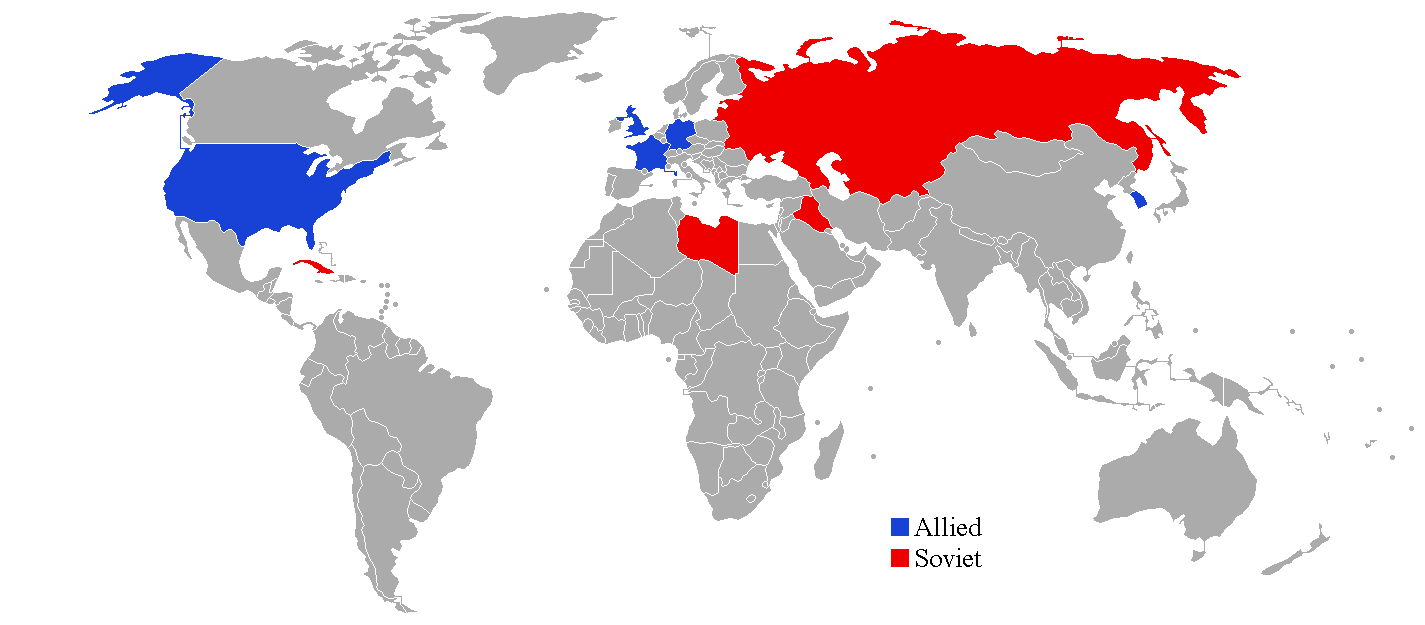
Pays dans le jeu Alerte Rouge 2 : Bleu : Alliés, Rouge : Soviétique

La revanche de Yuri débute juste après la fin de la guerre opposant les Soviétiques et les Alliés en partant, une fois encore, du principe que les Alliés ont gagné. Romanov croupit dans la Tour de Londres et les Alliés fêtent leur victoire lorsque son aide-de-camp Yuri réussi à s'échapper. Il a mené à bien son plan : pendant que les Alliés luttaient contre les forces de Romanov, Yuri montait sa propre armée et établissait des dispositifs dans le monde entier pour contrôler mentalement la population mondiale. Leur activation est imminente.
À la dernière minute, une attaque aérienne commandée par le président des États-Unis Michael Dugan parvient à grande peine à endommager le dispositif, à San Francisco, permettant à quelques commandants de l'armée américaine d'échapper au contrôle mental.
Heureusement, Albert Einstein a mis au point une machine permettant de remonter dans le temps et l'utilise pour arrêter Yuri. C'est malheureusement sans compter sur les Russes qui voient dans cette machine le moyen de se venger du traître Yuri et de changer l'issue de la guerre.

## Système de jeu
Que ce soit du côté allié ou soviétique, le joueur doit lutter contre l'armée de Yuri, nouveau camp basé sur la technologie psychique et les manipulations génétiques. Il n'est toutefois jouable qu'en mode multijoueur ou escarmouche. Westwood a un temps proposé une mission solo permettant de contrôler l'armée de Yuri, mais celle-ci a plus tard été enlevée.

### Nouvelles unités
Pour chacune des trois factions, un champ de force peut désormais être activé qui permet aux bâtiments d'être indestructibles pendant quelques secondes (à la manière du dispositif « rideau de fer » soviétique qui s'appliquait sur les véhicules). C'est une défense efficace contre les armes de destruction massive mais son activation engendre une coupure de courant pendant un certain temps. Il y a aussi Boris, équivalent russe de Tanya, qui utilise un pointeur laser pour indiquer une cible à deux Mig-29 qui viennent la détruire. Les alliés disposent de « Forteresses de guerre », qui permettent de mettre en garnison n'importe quelle unité d'infanterie, et qui peuvent écraser la plupart des chars d'assaut ennemis.

## Accueil
| La Revanche de Yuri   |      |       |
| Média                 | Pays | Notes |
| Computer Gaming World | US   | 4/5   |
| GameSpot              | US   | 85 %  |
| Jeuxvideo.com         | FR   | 14/20 |
| PC Gamer UK           | GB   | 84 %  |
| PC Zone               | GB   | 80 %  |

## Curiosités
Une des missions du camp allié se déroule à Hollywood où des parodies d'acteurs célèbres assistent le joueur. Il y rencontre notamment un certain « Clint Westwood », parodie de l'acteur Clint Eastwood.
Une mission soviétique se déroule sur la Lune.
La campagne soviétique comporte un paradoxe temporel : si la chronosphère et le laboratoire d'Einstein sont détruits, la machine temporelle ne sera pas inventée, et l'histoire n'aurait pas pu avoir lieu.